# Klavs Becker-Larsen
Pour les articles homonymes, voir Becker et Larsen.
Klavs Becker-Larsen, né le 4 août 1927 à Copenhague et mort le 29 mars 2018, est un professeur, alpiniste et écrivain danois.
En 1951 il organise la première ascension danoise de l'Everest, en solitaire, qui échoue, mais qui est considéré comme un exploit.

## Biographie
Membre de l'organisation de sabotage BOPA (da) et de la Den Danske Brigade en Suède, il vit trois ans au Kenya et au Congo avant de se lancer dans l'ascension de l'Himalaya.
En mars 1951, à l'âge de 23 ans, il entre illégalement au Népal depuis l'Inde et commence son expédition individuelle sur le mont Everest. Il est inexpérimenté en alpinisme, ses moyens financiers sont modestes et son équipement se limite en grande partie à un piolet. Il atteint néanmoins une altitude de 6 800 m. En cours de route, il est le premier Européen à franchir le col de Nangpa La depuis le Khumbu au Népal jusqu'à la face nord du massif de l'Everest au Tibet. Lors de sa tentative, il est également le premier à tenter d'escalader le mont Everest, d'abord du côté sud, où il a dû abandonner à cause des dangers de la grande cascade de glace, puis du côté nord, où, comme mentionné, il a atteint 6 800 mètres.
Becker-Larsen décrit son périple dans son récit Everest udfordringen – en danskers dagbog fra en hemmelig færd qui n'est publié qu'en 1991, 40 ans après l'événement, car les conditions au Tibet, en particulier à cette époque, n'étaient pas favorables aux étrangers, ni aux habitants qui aidaient les étrangers. Becker-Larsen cite cela comme la raison pourquoi il n'a pas publié son récit, ni fait connaître les photographies de ceux qui l'ont aidé en cours de route, pour éviter tout risque de représailles.
L'expédition solitaire illégale de Klavs Becker-Larsen a ensuite suscité l'admiration des alpinistes de l'Himalaya. John Hunt, le chef de la première expédition réussie du mont Everest en 1953 qui comprenait Tenzing Norgay et Edmund Hillary et qui atteint le sommet, a indiqué qu'il considérait les efforts de Klavs Becker-Larsen plus importants que les siens.
Klavs Becker-Larsen devient ensuite instituteur et écrivain.
Dans les années 1950, il participe au programme de quiz télévisuel Kvit eller dobbelt (The $64,000 Question (en)) et gagne le premier prix de 10 000 DKK pour sa connaissance de l'alpinisme.
À la fin des années 1950, il dirige une expédition dans certaines parties de l'est du Népal, où il collecte des oiseaux pour le Zoologisk Museum (da) et tente, en vain, de dissiper le mythe de l'abominable bonhomme de neige.

## Publications
Livres pour enfants
- 1976 : Den enøjede kæmpe
- 1977 : Dobbelt-spil
- 1978 : Den sidste nat
- 1979 : Mørke over Uganda
- 1998 : Slangens hule
- 2000 : Farlig elefant
- 2005 : Sabotør

Récits
- 1986 : Tunestillingen – feltbefæstningen fra Roskilde fjord til Køge bugt
- 1991 et 2005 : Everest udfordringen – dagbog fra en hemmelig færd
- 1999 : Jagten på Den afskyelige Snemand
- 2000 : Mount Everest – det hemmelige mål